# Ванеса Ромеро
Ванеса Ромеро е испанска актриса и модел. Най-известна е с ролите си на Ана в „Щурите съседи“ и Ракел в „Новите съседи“.